# 糟谷悟
糟谷 悟（かすや さとる、1983年7月8日 - ）は、日本の陸上競技選手。専門は長距離走。愛知県吉良町（現・西尾市）出身。中京大中京高校、駒澤大学卒業。2006年からトヨタ紡織所属。身長179cm、体重58kg。

## 経歴
高校2年の時、第6回全国都道府県対抗男子駅伝競走大会の第1区で区間3位を記録し、愛知県の初優勝に貢献した。
駒澤大学が2002年～2005年に達成した箱根駅伝4連覇のうち、2003年の第79回大会・2004年の第80回大会・2005年の第81回大会と3大会で優勝メンバーに名を連ねた。特に、第80回大会では10区で区間賞を獲り3連覇目の優勝テープを切った。また、第81回大会では7区で区間賞を獲得。トップを走っていた東海大学を抜き、4連覇に大きく貢献した。4年時の第82回大会では10区を任されるが、レース中に脱水症状を起こし、区間17位と失速。2位から5位に後退し、史上3校目の5連覇はならなかった。その他にも、全日本大学駅伝を3年時と4年時の2回走っている。特に、3年時の第36回大会では7区で区間4位の走りでトップをキープし、チームの優勝に貢献している。
大学卒業後に入社したトヨタ紡織では主力選手として活躍していた。しかし2013年6月に悪性リンパ腫が発覚。一時的に競技を離れざるを得なくなったが、手術し、闘病生活を乗り越え、2016年元日のニューイヤー駅伝で3年ぶりに大舞台に復帰。エース区間の4区で力走した。

## 自己記録と成績

### 自己記録
- 5000m - 14分11秒62
- 10000m - 28分55秒88
- ハーフマラソン - 1時間02分40秒
- マラソン - 2時間11分17秒

### 成績
- 第79回箱根駅伝-7区 1時間5分38秒 区間2位
- 第80回箱根駅伝-10区 1時間10分31秒 区間賞
- 第36回全日本大学駅伝-7区 36分2秒 区間4位
- 第81回箱根駅伝-7区 1時間4分7秒 区間賞
- 第37回全日本大学駅伝-7区 36分19秒 区間5位
- 第82回箱根駅伝-10区 1時間14分53秒 区間17位

## 参考
- トヨタ紡織陸上部
- 箱根駅伝公式Webサイト